# Max Klauß
Max Klauß (* 27. července 1947, Chemnitz) je bývalý východoněmecký atlet, mistr Evropy a halový mistr Evropy ve skoku do dálky.
V roce 1972 reprezentoval na letních olympijských hrách v Mnichově, kde obsadil ve finále výkonem 796 cm šesté místo.